# معبد أبولو (دلفي)
معبد أبولو ، المعروف أيضًا باسم أبولونيون، (الإغريقية: Ἀπολλώνιον، رومنة: Apollṓnion) كان جزءًا رئيسًا من الحرم الديني البان هيليني الواقع في وسط اليونان في دلفي. كان المعبد والمَقدس مُخصصين لأحد الآلهة اليونانية الرئيسة هو أبولو ، إله الرماية، والموسيقى، والضوء، والنبوة، والفنون، والشفاء. تم بناء العديد من المعابد في دلفي طوال تاريخ الموقع، على الرغم من أن الآثار المرئية التي شوهدت في العصر الحديث هي تلك التي تعود للمعبد الذي بني في القرن الرابع قبل الميلاد قبل تدميره بأمر من ثيودوسيوس الأول في عام 390 م. خلال العصور القديمة، كان المعبد موطنًا للنبية اليونانية الشهيرة بيثيا، أو أوراكل دلفي، مما جعل معبد أبولو والمقدس في دلفي موقعًا دينيًا رئيسًا في جميع أنحاء اليونان في وقت مبكر من القرن الثامن قبل الميلاد، ومكانًا ذا أهمية كبيرة في العديد من الفترات المختلفة من التاريخ اليوناني القديم. توجد إشارات إلى دلفي والمقدس والمعبد ونبوءات بيثيا في جميع أنحاء الأساطير اليونانية القديمة والروايات التاريخية من فترات استخدامها.

## معرض الصور

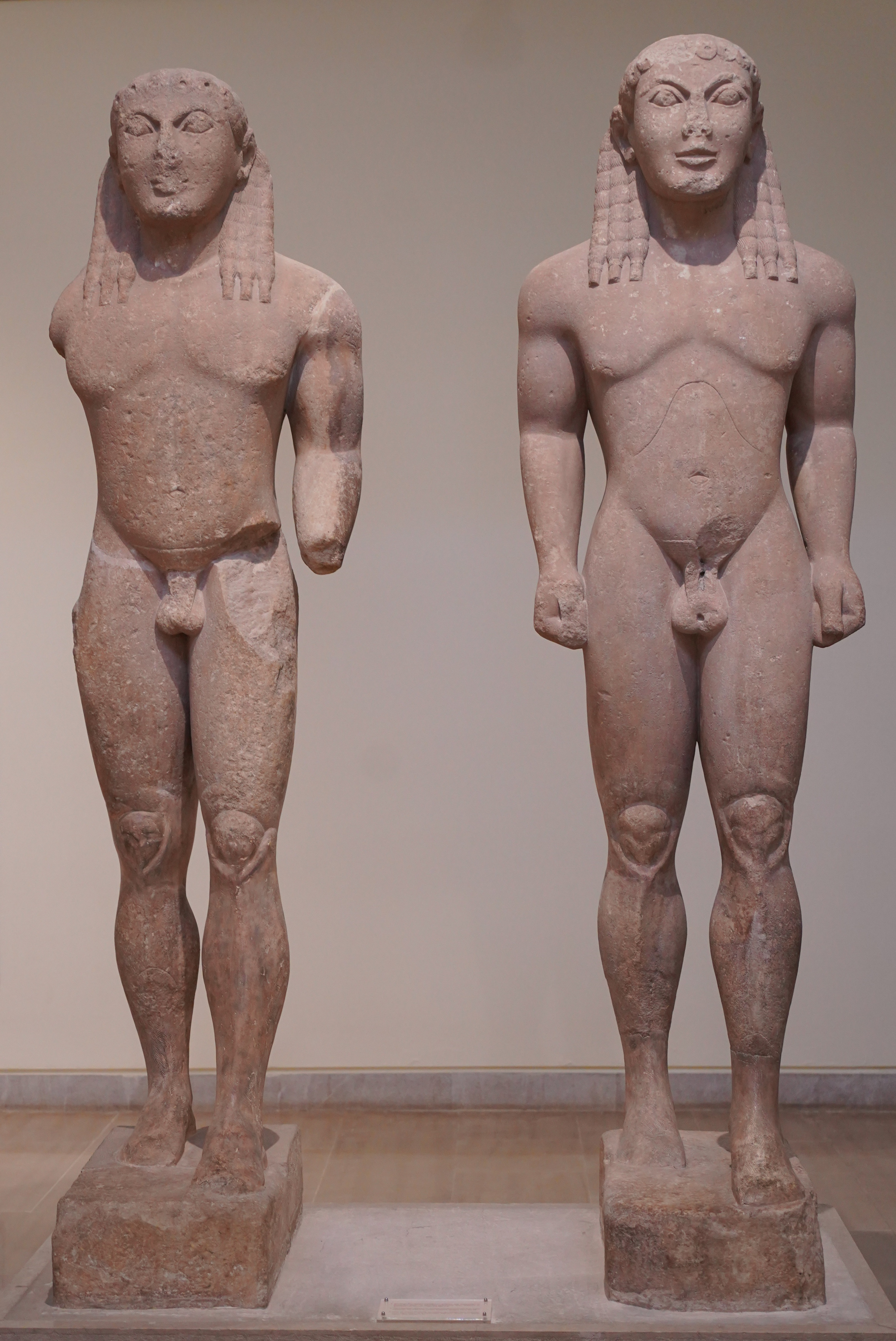
تمثالان للأخوين كليوبيس وبيتون من أرغوس، ابنا كاهنة هيرا. صنعهما بوليميدس من أرغوس، وأهداه سكان أرغوس إلى أبولو. دلفي، اليونان. تاريخ قديم، ٦١٠ قبل الميلاد. متحف دلفي الأثري ، دلفي.
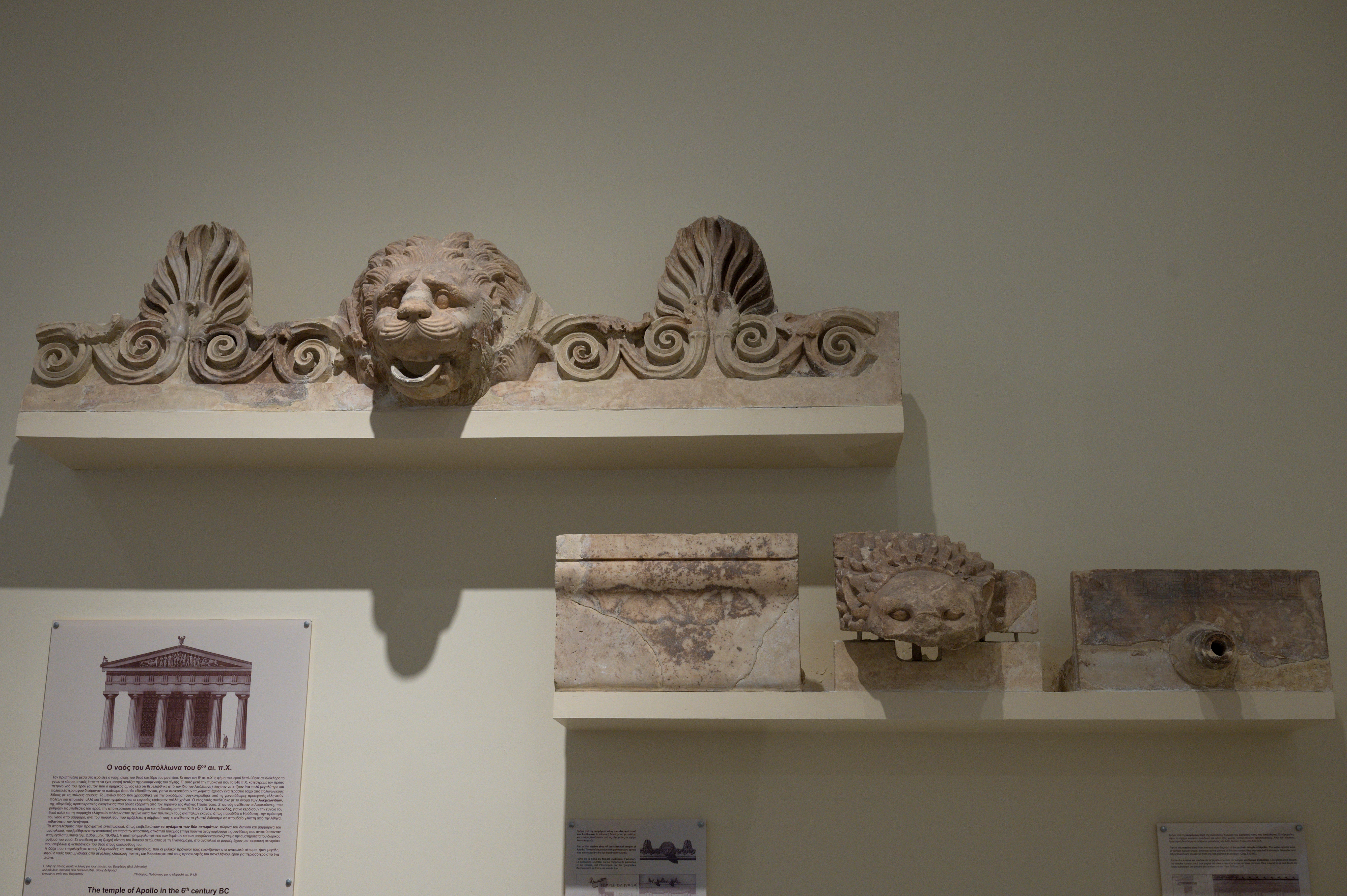
تمثالان رخاميان من معبد أبولو في دلفي. أعلى اليسار من المعبد الكلاسيكي، وأسفل اليمين من المعبد القديم. دلفي، اليونان. متحف دلفي الأثري .
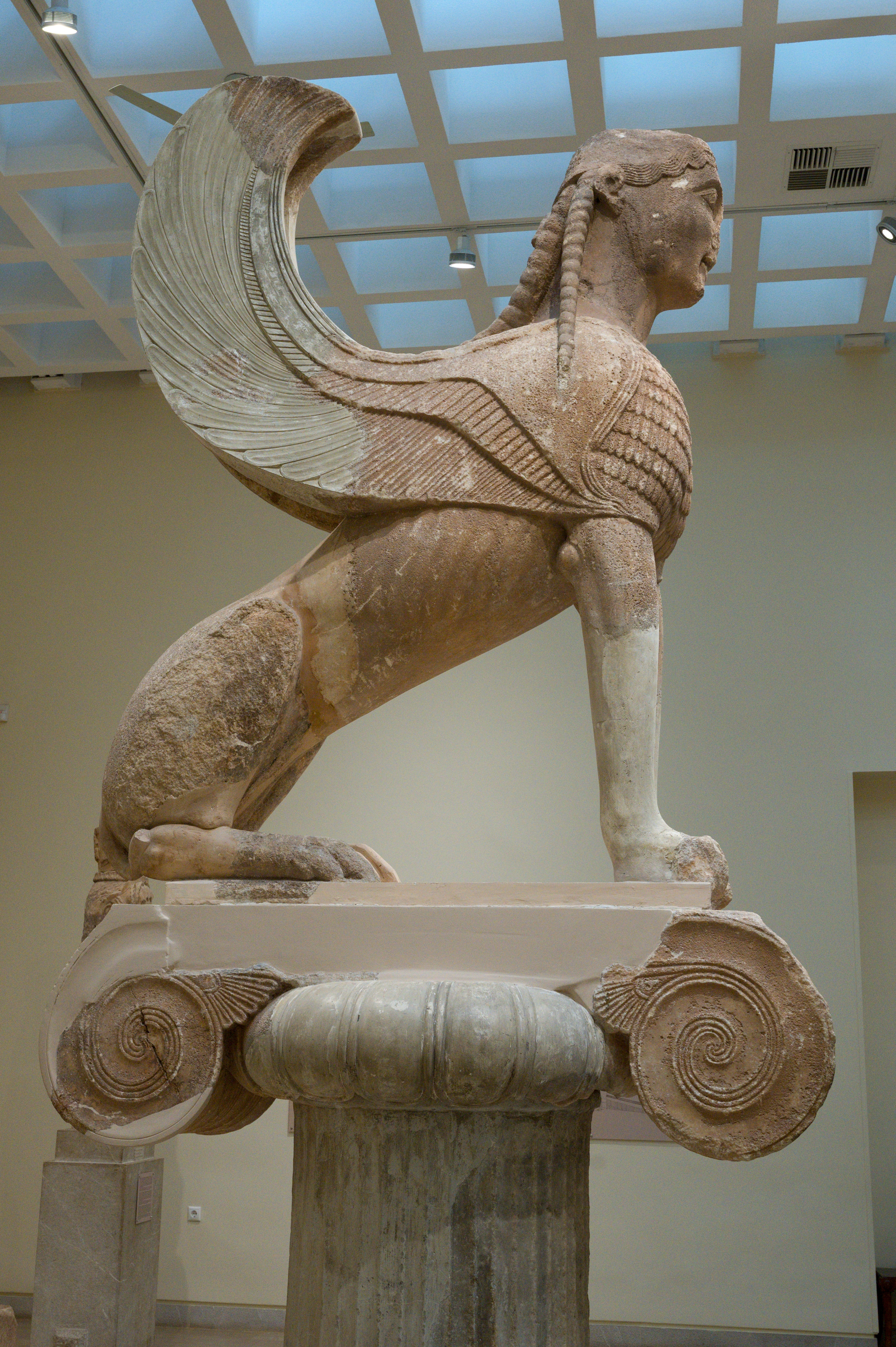
تمثال رخامي من ناكسوس لأبي الهول[الإنجليزية]، كان يُفترض أنه وُضع على قمة عمود أيوني ارتفاعه عشرة أمتار. دلفي، اليونان. أثري، حوالي ٥٧٠-٥٦٠ قبل الميلاد. متحف دلفي الأثري[الإنجليزية]، دلفي.
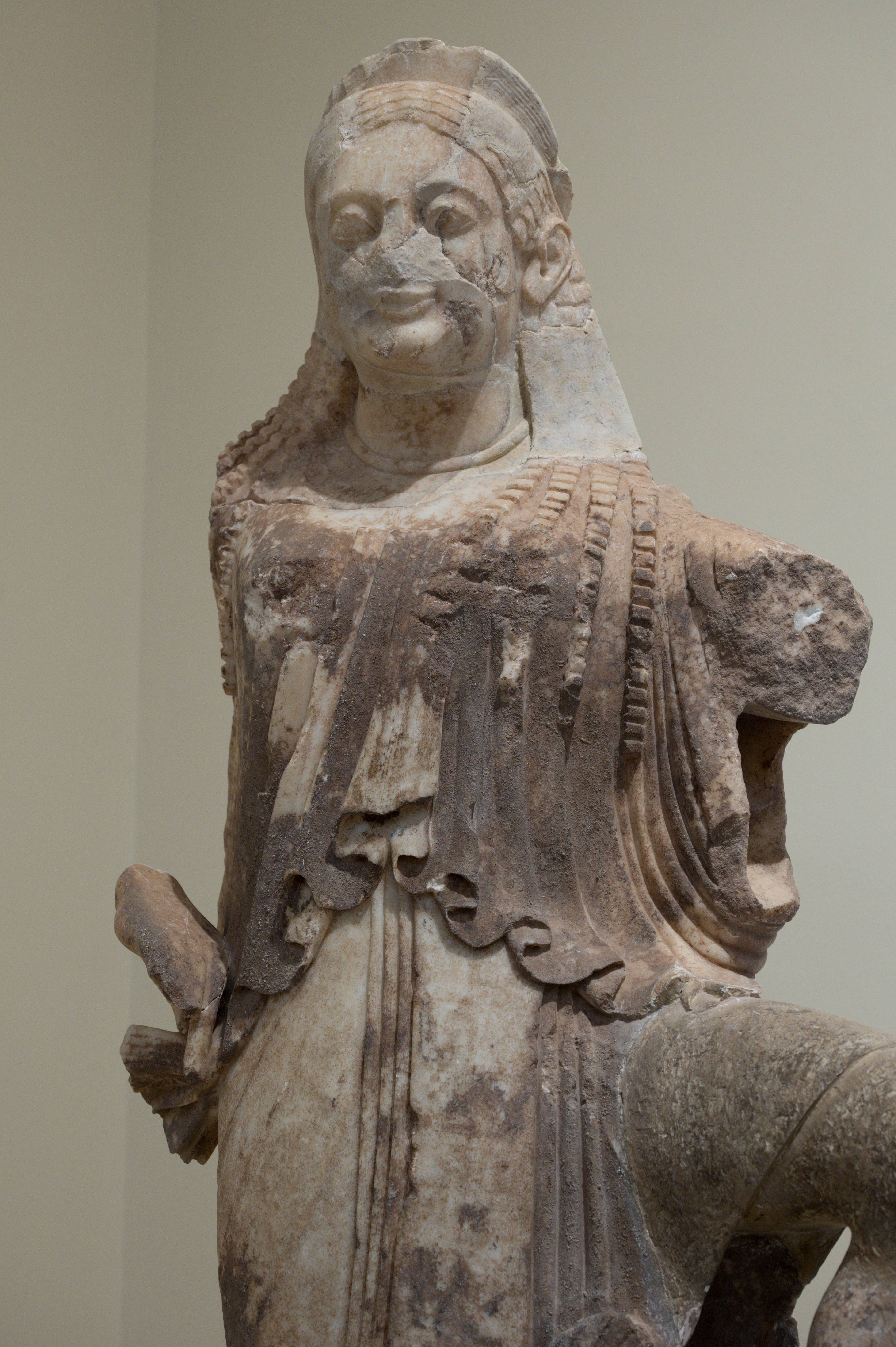
تمثال رخامي للإلهة نايكي من معبد دلفي القديم، اليونان. دلفي، اليونان. 515-505 قبل الميلاد. متحف دلفي الأثري[الإنجليزية].
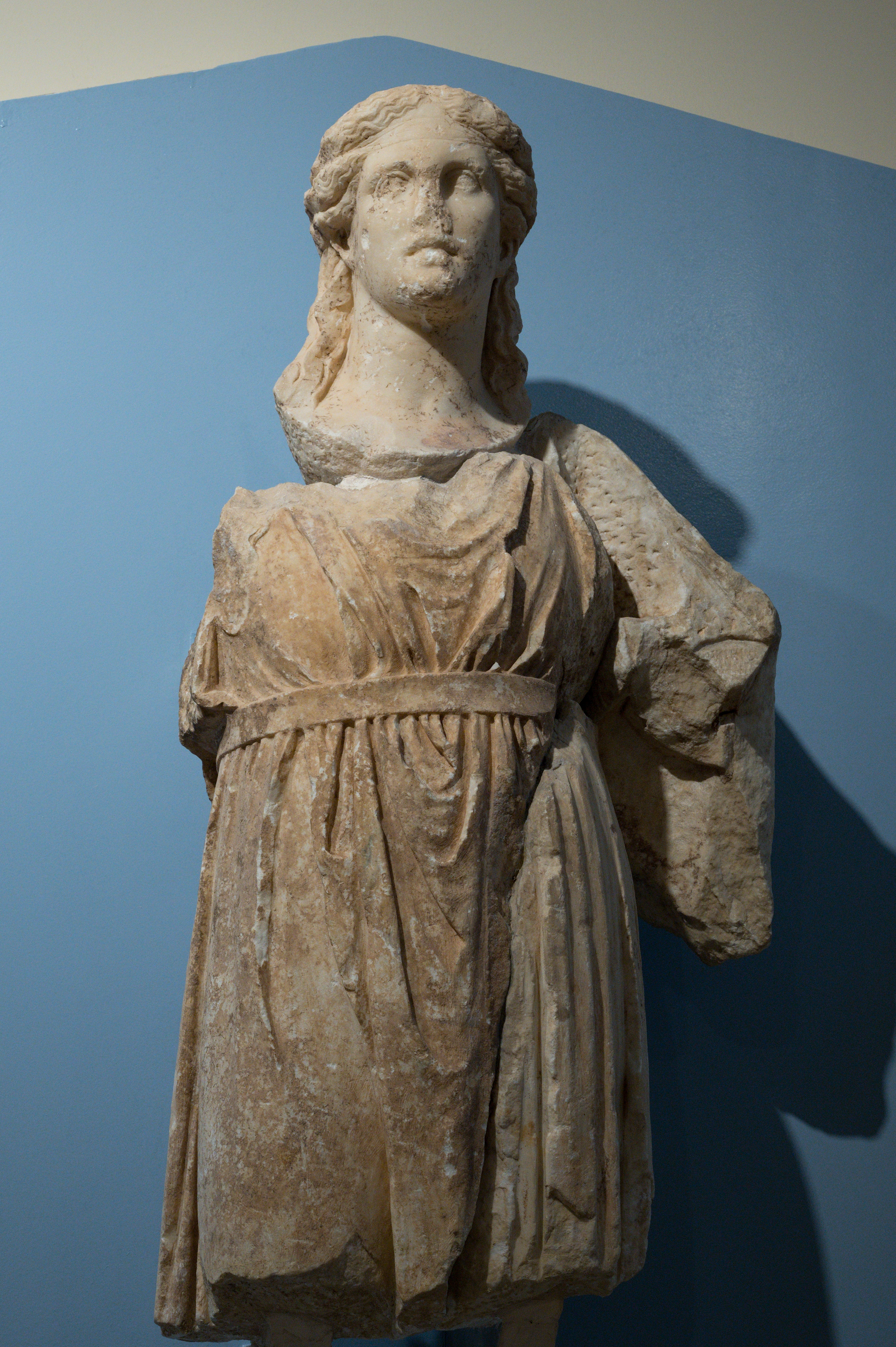
تمثال رخامي لديونيسوس عازفًا على آلة الكيثارا من الواجهة الغربية للمعبد الكلاسيكي. يُنسب إلى النحاتين براكسياس وأندروستينس. دلفي، اليونان. كلاسيكي، حوالي عام 330 قبل الميلاد. متحف دلفي الأثري[الإنجليزية]، دلفي.
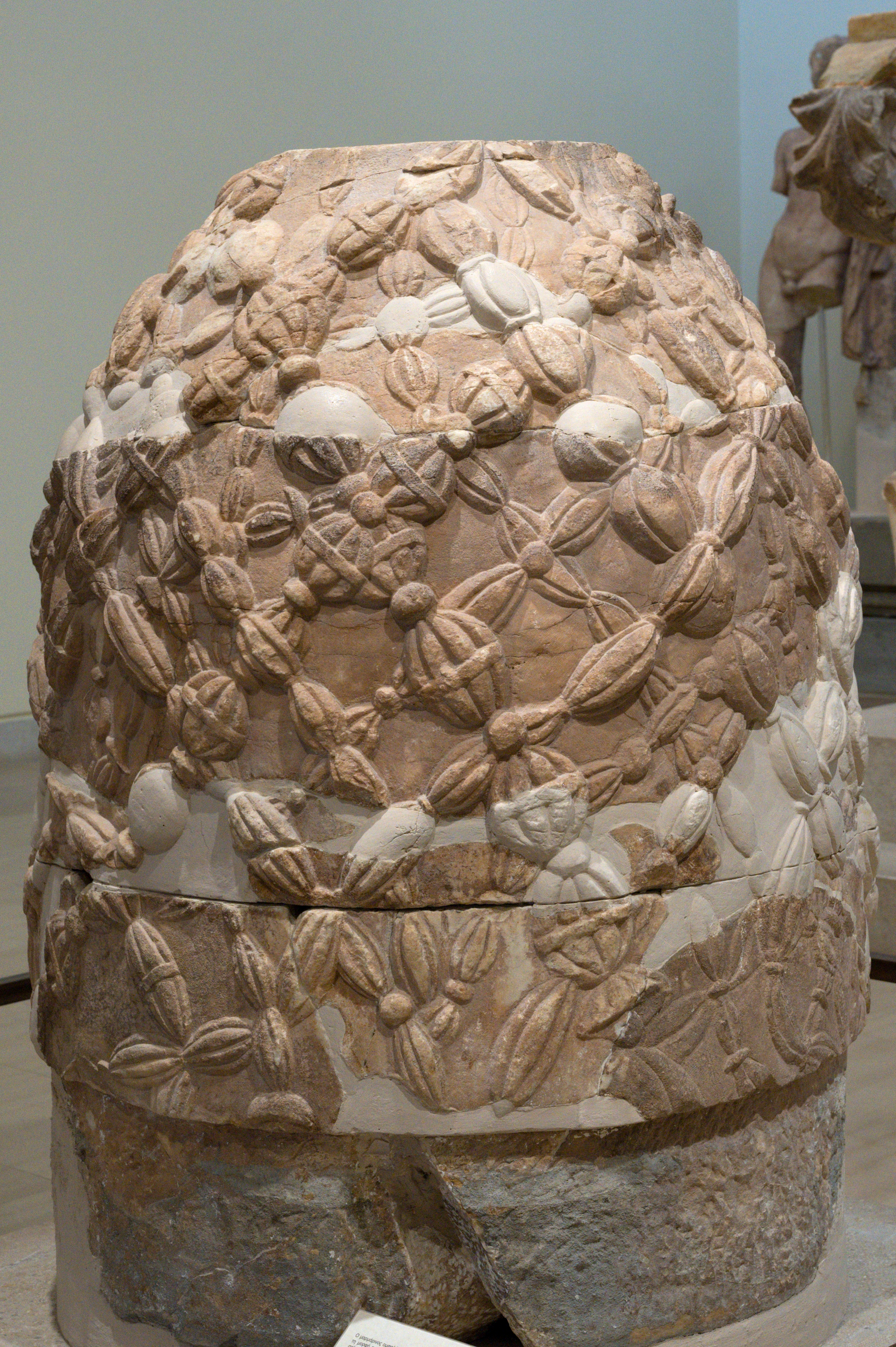
عُثر على سرّة[الإنجليزية] شمال شرق المعبد، ويُرجّح أنها نسخة طبق الأصل لاحقة من السرّة التي وُجدت في الأديتون. دلفي، اليونان. هلنستية أم رومانية. متحف دلفي الأثري[الإنجليزية]، دلفي.
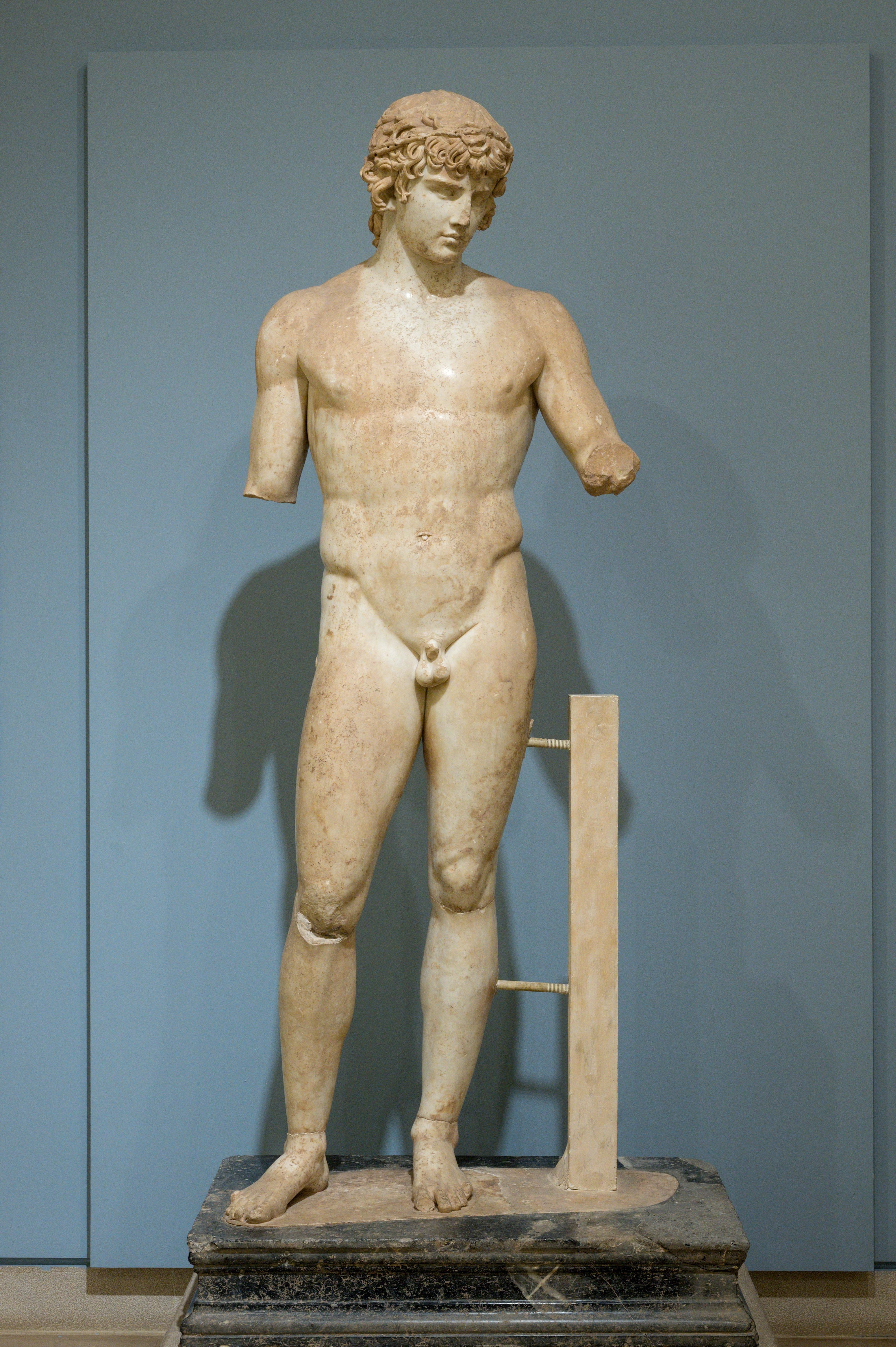
تمثال رخامي بارياني لأنتينوس ، عشيق هادريان الذي أُله بعد وفاته. دلفي، اليونان. العصر الروماني، حوالي ١١٧-١٣٨ ميلادي. متحف دلفي الأثري[الإنجليزية]، دلفي.

## طالع أيضًا
- قائمة المعابد اليونانية القديمة[الإنجليزية]
- وصف بوسانياس لدلفي[الإنجليزية]

## روابط خارجية
- مركز التراث العالمي لليونسكو. موقع دلفي الأثري. مركز اليونسكو للتراث العالمي، https://whc.unesco.org/en/list/393/
- "معبد أبولو في دلفي (فيديو)." أكاديمية خان، https://www.khanacademy.org/humanities/ancient-art-civilizations/greek-art/daedalic-archaic/v/delphi
- دلفي (الموقع). http://www.perseus.tufts.edu/hopper/artifact?object=Site&name=Delphi